# Normplatnicka
Normplatnicka là một chi nhện trong họ Micropholcommatidae.